# Nuštar
Nuštar (maďarsky Berzétemonostor, srbsky Нуштар, albánsky Nushtar) je hustě osídlené sídlo a správní středisko stejnojmenné opčiny v Chorvatsku ve Vukovarsko-sremské župě. Nachází se asi 5 km severovýchodně od města Vinkovci a asi 12 km západně od Vukovaru. V roce 2011 žilo v Nuštaru 3 665 obyvatel, v celé opčině pak 5 793 obyvatel. Sídla Nuštar a Cerić jsou de facto předměstími města Vinkovci a proto jsou hustě osídlená.
Součástí opčiny jsou celkem tři trvale obydlená sídla.
- Cerić – 1 458 obyvatel
- Marinci – 670 obyvatel
- Nuštar – 3 665 obyvatel

Územím opčiny prochází státní silnice D55 a župní silnice Ž4134, Ž4136 a Ž4137. Protéká zde řeka Vuka.